# 조근식
조근식(1968년 ~ )은 대한민국의 영화 감독, 각본가이다. 창의적인 코미디 작품이자 박스오피스 히트를 친 2002년 영화 품행제로로 데뷔했다. 2번째 장편 영화는 2006년 작품 그해 여름이다.

## 참여 작품
- 거짓말 (2000년 영화)
- 품행제로 (2002년 영화)
- 그해 여름
- 엽기적인 그녀 2

## 수상
- 2007년 제15회 춘사영화제: 감독상 (그해 여름)